# Afulah Express
Afulah Express é um filme de drama israelita de 1997 dirigido e escrito por Julie Shles. Foi selecionado como representante de Israel à edição do Oscar 1998, organizada pela Academia de Artes e Ciências Cinematográficas.

## Elenco
- Zvika Hadar
- Esti Zakheim
- Aryeh Moskona
- Orli Perl